# وانسووو
وانسووو (به لاتین: Wąsowo) یک روستا در لهستان است که در گمینا کوشلین واقع شده‌است. وانسووو ۱٬۱۰۰ نفر جمعیت دارد.